# Ouvrage de Lembach
L'ouvrage de Lembach est un ouvrage fortifié de la ligne Maginot, situé sur la commune de Lembach, dans le département du Bas-Rhin.
C'est un petit ouvrage d'infanterie, de quatrième classe, comptant quatre blocs. Construit à partir de 1931, il a été abimé lors des combats de juin 1940, puis a été saboté par les Allemands en 1944, avant d'être partiellement réparé au début de la guerre froide.

## Position sur la ligne
Faisant partie du sous-secteur de Langensoultzbach à l'extrémité orientale du secteur fortifié des Vosges, l'ouvrage de Lembach, portant l'indicatif O 550, est intégré à la « ligne principale de résistance » entre la casemate CORF d'intervalle de Lembach à l'ouest et le gros ouvrage du Four-à-Chaux (O 600) à l'est. L'ouvrage est à portée de tir des canons de cet ouvrage voisin.
L'ouvrage est installé au sud-ouest du village de Lembach, surplombant (à 250 mètres d'altitude) la Sauer mais au pied du Grand Kraenberg (culminant à 402 mètres).

## Description
L'ouvrage est composé en surface de trois blocs de combat et d'un bloc d'entrée, avec en souterrain des magasins à munitions (M 2), une usine (avec deux groupes électrogènes Renault de 40 chevaux) et une caserne, le tout relié par une galerie profondément enterrée.
En second cycle, l'ouvrage aurait dû recevoir une tourelle de 81 mm et deux entrées à l'arrière. 
Contrairement aux autres petits ouvrages, celui de Lembach ne possède pas de tourelle de mitrailleuses.
- Le bloc 1 est une casemate d'infanterie flanquant vers l'ouest, avec un créneau mixte pour JM/AC 47 (jumelage de mitrailleuses et canon antichar de 47 mm), un autre créneau pour JM et deux cloches GFM (guetteur fusil mitrailleur).
- Le bloc 2 est une casemate d'infanterie flanquant vers l'ouest avec un créneau mixte pour JM/AC 47, un autre créneau pour JM et deux cloches GFM.
- Le bloc 3 (ou « Bloc Est ») est une casemate cuirassée d'infanterie servant en même temps d'observatoire, équipée avec deux cloches JM, une cloche VDP (vue directe et périscopique, indicatif O 12 rattaché au Four-à-Chaux) et une cloche GFM.
- L'entrée est de type réduit de plain-pied, armée avec deux créneaux FM[2].

## Histoire
Ayant subi pendant l'Occupation des expériences ayant fortement dégradé l'état des galeries, l'ouvrage est remis en état par le génie après la Seconde Guerre mondiale.
Le bloc 1 est remis en état extérieurement dans les années 1980 pour les besoins du film d'Yves Boisset Allons z'enfants.